# Fortress (album Alter Bridge)
Fortress – czwarty album studyjny amerykańskiej rockowej formacji Alter Bridge, wydany 25 września 2013 nakładem Roadrunner Records.
Album został nagrany pomiędzy 26 kwietnia a 2 lipca w Barbarossa Studio w Orlando na Florydzie. 25 lipca 2013 gitarzysta Mark Tremonti ogłosił, iż zespół zatwierdził grafikę okładki i zakończył mastering albumu. 31 lipca 2013 zespół zaprezentował grafikę okładki i listę utworów. 12 sierpnia 2013 ukazał się pierwszy singel „Addicted to Pain”, do którego nakręcono także teledysk.
Najwcześniej, 25 września 2013, płyta ukazała się w Japonii, po czym 27 września w Holandii, Irlandii, Australii, 30 września w całej Europie, 8 października w Stanach Zjednoczonych, a 15 października w Kanadzie.

## Lista utworów
1. „Cry of Achilles” – 6:30
2. „Addicted to Pain” – 4:16
3. „Bleed It Dry” – 4:44
4. „Lover” – 5:17
5. „The Uninvited” – 4:47
6. „Peace Is Broken” – 4:40
7. „Calm the Fire” – 6:04
8. „Waters Rising” – 5:39
9. „Farther than the Sun” – 4:07
10. „Cry a River” – 4:00
11. „All Ends Well” – 5:12
12. „Fortress” – 7:36

Best Buy Exclusive
13. „Never Say Die” (pierwotnie pod nazwą „Outright") - 3:44

## Twórcy
Skład zespołu
- Myles Kennedy – wokal prowadzący, gitara rytmiczna, gitara prowadząca,
- Mark Tremonti – gitara prowadząca, gitara rytmiczna, wokal wspierający, wokal prowadzący w utworze „Waters Rising”, drugi wokal w utworze „Farther than the Sun”
- Brian Marshall – gitara basowa
- Scott Phillips – perkusja

Inni
- Michael „Elvis” Baskette – produkcja muzyczna
- Ted Jensen – mastering
- Jef Moll – inżynieria dźwięku, obróbka cyfrowa
- Daniel Tremonti – projekt okładki